# セオボールド・パーム
セオボールド・エイドリアン・パーム（Theobald Adrian Palm、1848年1月22日 - 1929年1月11日）は、日本で活動したエディンバラ医療宣教会のオランダ系スコットランド人宣教師である。また、日本の脚気やクル病の報告でも知られる明治時代はパンとも表記された。

## 生涯

### 初期
セオボールド・パームは1848年、イギリス領セイロン（現スリランカ）の首都コロンボに、オランダ系スコットランド人宣教師である父ジョン・パームと母ルイザ・パームの間に生まれた。
1870年より、父ジョンがオランダのロッテルダムのスコットランド人教会の牧師になるが、パームはエディンバラ医療宣教会の寮に寄宿して、宣教師としての訓練を受けながら、1873年にエディンバラ大学医学部を卒業し、医学士と外科医学修士を取得した。

### 来日
1873年(明治6年)7月12日に、同じ頃日本に派遣されるスコットランド一致長老派教会の宣教師ロバート・デイヴィッドスンと医療宣教師ヘンリー・フォールズと一緒の壮行会に出席した。
1874年(明治7年)2月12日にメアリと結婚して、3月に日本へ向けて出発、5月15日に横浜に到着する。パームは到着後にヘボンを訪ね、相談の結果、しばらく築地に滞在して日本語を学ぶことになった。陶山(陶山昶)という日本語教師を雇い、水谷宗五郎、哲子というコックを雇った。
1874年（明治7年）10月にクリストファー・カロザースが築地大学校を設立し、パームは同校の教師に就任。
翌1875年(明治8年)1月16日に長女が誕生するが、1月19日に妻メアリが死去する。そして、1月25日には長女も死去する。

### 新潟宣教
悲しみから立ち上がり、4月から新潟で医療伝道を開始することになった。パームには陶山と水谷夫妻、さらに聖公会のイギリス人ジョン・パイパーが同行した。
4月15日にパーム一行は三国峠を越えて、21日に新潟入りをした。早速、湊町三丁目に日本家屋を借りて住み、その一部を説教所に当てて、昼は医療活動に従事して、夏ごろからアメリカオランダ改革派宣教師マーティン・ワイコフの教え子雨森信成を紹介され、雨森が説教の通訳をした。しかし、新潟の現地人に拉致されて頭痛になった雨森は、3ヶ月でブラウン塾に戻ることになった。雨森の代役として、日本基督公会の青年長老の押川方義が志願し、1875年12月に到着する。この年の末までに、新潟で日曜礼拝が行われるようになり、1876年まで5人がパームより洗礼を受けた。
1876年(明治9年)には住居を町の中心部に移し、二軒隣の家を病院兼神学生養成所にした。1877年新年からは、佐渡、亀田、水原、葛塚、中条、新発田、沼垂、長岡などに、伝道と医療の働きを拡大する。定期的に巡回する伝道出張所の数は10箇所に及んだ。1879年(明治11年)にパームは中条に家を購入して説教所にした。4月には新しい夫人のイザベル・メアリ・コラスと共に中条を巡回した。
1880年(明治13年)までに88名がパームから洗礼を受けた。1881年(明治14年)には会員73人で新潟教会（現日本基督教団新潟教会）を組織した。
1880年に8月6日に新潟大火により診療所が焼失したが、エディンバラ医療宣教会から援助により、南浜通二番町に移転し、病院を建設し、パーム病院と改称した。この大火のきっかけで、押川方義と吉田亀太郎が宮城県伝道のために仙台に移動した。
1883年(明治16年)4月に大阪で第二回在日プロテスタント宣教師協議会が「現地教会の自給」というテーマで開催された。パームはその会議で「医療伝道の位置」というテーマで講演した。
その半年後の1883年10月30日に、賜暇休暇のためにイギリスに帰国する。。

### 晩年
その後、パームはスコットランド各地で医療活動にあたり、1929年(昭和4年)1月11日ケント州エイレスフォードで死去した。